# أولاد سيدي ادريس (تارمست)
أولاد سيدي ادريس هو دُوَّار يقع بجماعة أحد بوموسى، إقليم الفقيه بن صالح، جهة بني ملال خنيفرة في المملكة المغربية. ينتمي الدوّار لمشيخة تارمست التي تضم 3 دواوير. يقدر عدد سكانه بـ 1127 نسمة حسب الإحصاء الرسمي للسكان والسكنى لسنة 2004.

## روابط خارجية
- البوابة الوطنية للجماعات الترابية
- المندوبية السامية للتخطيط